# Internationale Code inzake reddingsmiddelen
De Internationale Code inzake reddingsmiddelen (International Life-Saving Appliance Code, LSA-code) is de SOLAS-standaard op het gebied van reddingsmiddelen. Met resolutie MSC.48(66) werd op 4 juni 1996 bepaald dat de code op 1 juli 1998 van kracht zou worden. Met de code worden bepalingen uit SOLAS hoofdstuk III nader gespecificeerd.